# ايفا هابرمان
ايفا هابرمان (بالألمانية: Eva Habermann) (و. 1976 – م) هي ممثلة من ألمانيا . ولدت في هامبورغ .

## روابط خارجية
- ايفا هابرمان على موقع IMDb (الإنجليزية)
- ايفا هابرمان على موقع ميتاكريتيك (الإنجليزية)
- ايفا هابرمان على موقع روتن توميتوز (الإنجليزية)
- ايفا هابرمان على موقع ألو سيني (الفرنسية)
- ايفا هابرمان على موقع تيرنر كلاسيك موفيز (الإنجليزية)
- ايفا هابرمان على موقع أول موفي (الإنجليزية)
- ايفا هابرمان على موقع ديسكوغز (الإنجليزية)
- ايفا هابرمان على موقع قاعدة بيانات الفيلم (الإنجليزية)
- ايفا هابرمان على موقع كينوبويسك (الروسية)